# 4 janvier 1916

## Naissances
- Robert Parrish (mort le 4 décembre 1995), cinéaste américain
- Lionel Newman (mort le 4 janvier 1916), musicien américain
- Slim Gaillard (mort le 26 février 1991), jazzman américain
- Hachemi Baccouche (mort le 9 juin 2008), psychosociologue, écrivain et humaniste tunisien
- Willy Mattes (mort le 30 juillet 2002), compositeur et chef d'orchestre autrichien
- Jean-Claude Dreyfus (mort le 10 mai 1995), biochimiste et généticien français

## Décès
- Francis Charmes (né le 21 avril 1848), journaliste, diplomate, haut fonctionnaire, homme politique et académicien français
- Godefroid Kurth (né le 11 mai 1847), historien belge
- Léon Michoud (né le 3 juin 1855), jusriste français

## Autres événements
- Dissolution du 22e régiment de chasseurs à cheval
- Wilfred Bion s'engage comme officier lors de la Première Guerre mondiale
- Tentative d'assaut lors du Siège de Kut-el-Amara
- Sortie américaine du film The Grey Sisterhood